# Anju Takamizawa
Anju Takamizawa (Japans: 高見澤 安珠, Takamizawa Anju) (Kihō (Prefectuur Mie) (6 maart 1996) is een Japans atlete die deelnam aan de Olympische Spelen in 2016.

## Carrière
Takamizawa nam in 2016 deel aan de Olympische Spelen, ze werd op de 3000 m steeple 49e met een tijd van 9.58,59. Ze werd twee keer nationaal kampioen in die discipline en stond net niet op het podium bij de Aziatische kampioenschappen.

## Persoonlijke records
| Afstand        | Tijd     | Datum            | Plaats    |
| -------------- | -------- | ---------------- | --------- |
| 1500 m         | 4.25,61  | 5 juli 2015      | Shibetsu  |
| 3000 m         | 9.22,78  | 20 november 2016 | Fukuroi   |
| 5000 m         | 16.34,37 | 7 december 2019  | Yamaguchi |
| 3000 m Steeple | 9.44,22  | 24 juni 2016     | Nagoya    |

| Afstand | Tijd    | Datum            | Plaats |
| ------- | ------- | ---------------- | ------ |
| 3000 m  | 9.44,58 | 20 februari 2016 | Doha   |

## Erelijst

### 3000 m
- 2016: 4e Aziatisch kamp. Indoor - 9.44,58

### 3000 m Steeple
- 2015: 5e Aziatisch kamp. - 10.47,07
- 2015:  JK - 9.55,79
- 2016:  JK - 9.44,22